# شب دوازدهم (فیلم ۱۹۹۶)
شب دوازدهم (انگلیسی: Twelfth Night) فیلمی در ژانر کمدی رمانتیک است که در سال ۱۹۹۶ منتشر شد.

## بازیگران
- نیکلاس فارل
- بن کینگزلی
- هلنا بونهام کارتر
- نایجل هاثورن
- مل اسمیت
- ایملدا استنتون
- توبی استفنز
- ریچارد ای گرانت
- جف هال